# Timo de Wolff
Timo de Wolff (* 1982) ist ein deutscher Mathematiker und Hochschullehrer. Sein Forschungsschwerpunkt liegt auf der algebraischen Geometrie (reelle algebraische Geometrie und algorithmische algebraische Geometrie).

## Leben
De Wolff studierte an der Johann Wolfgang Goethe-Universität Frankfurt am Main, von 2002 bis 2011 Philosophie, sowie von 2004 bis 2009 Mathematik. Hierbei schloss er sein Philosophiestudium mit einem Magister ab, sein Mathematikstudium wiederum mit einem Diplom. Von 2009 bis 2013 war er als Doktorand am Fachbereich Informatik und Mathematik der Universität tätig. 2013 erfolgte seine Promotion mit der Dissertation On the Geometry, Topology and Approximation of Amoebas bei Thorsten Theobald. Von Juli 2013 bis August 2014 war er Post-Doktorand an der Universität des Saarlandes. Anschließend war er von August 2014 bis Mai 2017 Visiting Assistant Professor an der Texas A&M University in College Station. Von Mai 2017 bis April 2019 leitete er eine Emmy-Noether-Nachwuchsgruppe an der Technischen Universität Berlin. Seit April 2019 ist er Professor an der Technischen Universität Braunschweig.
Er ist seit 2019 Mitglied der Jungen Akademie.